# Sphagnum nitidum
Sphagnum nitidum är en bladmossart som beskrevs av Warnstorf 1895. Sphagnum nitidum ingår i släktet vitmossor, och familjen Sphagnaceae. Inga underarter finns listade i Catalogue of Life.